# Damisel·la enguantada
La damisel·la enguantada (Calopteryx xanthostoma) és una espècie europea d'odonat zigòpter de la família Calopterygidae. Reemplaça a Calopteryx splendens al sud de França i a la península Ibèrica, i de vegades és considerada una subespècie d'aquesta espècie (els híbrids es donen freqüentment en àrees on viuen ambdues espècies).
El mascle té el tòrax i l'abdomen de color blau-verd metàl·lic i les ales fosques en la seva meitat. La femella té el tòrax i l'abdomen de color verd metàl·lic i les ales transparents. El seu cos fa uns 45 mm de llargada. Els adults volen de maig a setembre. S'alimenten d'insectes que cacen en vol.